# Tři od moře
Tři od moře  (in bulgaro: Trimata ot moreto) è un film del 1979 diretto da Jaromír Borek e tratto dal romanzo di Jiří Melíšek.